# Carrie (Roman)
Carrie ist das erste veröffentlichte Werk des US-amerikanischen Schriftstellers Stephen King. Herausgegeben wurde der Roman im Jahre 1974 durch den Doubleday-Verlag. Dieses Buch machte Stephen King berühmt. Die Übersetzung ins Deutsche von Elisabeth Epple wurde 1977 durch den Schneekluth-Verlag herausgebracht. Eine Neuübersetzung von Wolfgang Neuhaus veröffentlichte der Gustav Lübbe-Verlag im Jahre 1992.

## Inhalt

### Aufbau
Das Buch ist in die beiden Hauptteile Blutsport, Ballnacht sowie den Epilog Trümmer gegliedert. Die Rahmenhandlung umfasst verschiedene Erzählebenen. Die Haupthandlung spielt im Jahr 1979. Zusätzlich werden das Geschehen und die involvierten Personen durch fiktive Zeitungsartikel, fiktive wissenschaftliche Aufsätze, fiktive Verhandlungen einer Untersuchungskommission, welche die Geschehnisse aufarbeiten soll, sowie fiktive persönliche Berichte beschrieben.

### Figuren
- Carietta „Carrie“ White: Namensgebende Protagonistin des Romans. Sie leidet unter ihrer bigotten Mutter. Carrie besitzt telekinetische Kräfte, die sie im Lauf des Romans mehrmals einsetzt (infolge von Herabsetzungen durch andere Personen). Schließlich geraten ihre Kräfte außer Kontrolle und sie setzt diese daraufhin wahllos ein, wobei es zu vielen Toten und Verletzten kommt. Am Ende des Romans tötet sie ihre Mutter, nachdem diese mit einem Messer auf Carrie einsticht. Am Ende des Romans stirbt sie.
- Margret White: Carries Mutter Margret ist eine religiöse Fanatikerin und unterdrückt die weibliche Entwicklung ihrer einzigen Tochter mit grausamem Wahn. Im Verlauf des Romans plant sie die Ermordung ihrer Tochter und verletzt sie am Ende mit einem Messer. Sie wird daraufhin von Carrie getötet.
- Sue Snell: Mitschülerin, die Carrie anfangs mobbt. Zum Beispiel bewirft sie – zusammen mit anderen – Carrie nach dem Sport unter der Dusche mit (unbenutzten) Tampons, nachdem Carrie beim Duschen von ihrer ersten Periode überrascht wird. Später bereut sie ihr Verhalten und entwickelt Sympathien für Carrie.
- Tommy Ross: Freund von Sue, der, auf deren Bestreben hin, mit Carrie zu einem Schulball geht. Er entwickelt Sympathien für Carrie. Tommy wird von einem der – mit Schweineblut gefüllten – Eimer getroffen, die Chris beim Schulball über Carrie ausleert, und stirbt daraufhin durch einen Stromschlag.
- Chris Hargensen: Chris ist eine Mitschülerin von Carrie und die Freundin von Billy. Sie kippt während des Schulballs mittels Zugseilen zwei zuvor heimlich angebrachte und mit Schweineblut gefüllte Eimer über Carrie aus.
- Billy Nolan: Freund von Chris, der auf deren Bestreben hin, die zwei Eimer mit Schweineblut besorgt, die dann während des Schulballs über Carrie ausgeleert werden.
- Rita Desjardin: Sportlehrerin an Carries Schule, ohrfeigt Carrie, als diese beim Duschen nach dem Sportunterricht von ihrer ersten Periode überrascht wird. Danach sieht Rita ihren Fehler jedoch ein und ist Carrie gegenüber wohlwollender eingestellt und versucht sie zu unterstützen.

### Handlung
Im Mittelpunkt der Handlung steht die 16-jährige Schülerin Carietta White, genannt Carrie, die in der US-Kleinstadt Chamberlain lebt. Carrie wächst ohne ihren Vater auf, der vor ihrer Geburt auf einer Baustelle ums Leben gekommen ist. Bereits im Alter von drei Jahren lässt sie mit ihren telekinetischen Kräften einen Steinregen über das Haus niedergehen, in dem sie mit ihrer Mutter lebt, als diese ihr in religiösem Wahn die Augen herausschneiden will.
Im Alter von fast 17 Jahren bekommt Carrie nach dem Sportunterricht unter der Dusche ihre erste Periode. Sie erschrickt und ihre Mitschülerinnen hänseln und demütigen sie deshalb. In der Folge treten einige Fälle von Telekinese als Reaktion auf Beleidigungen, Demütigungen oder Ignoranz ihrer Mitmenschen auf und Carrie wird sich der Tatsache bewusst, dass diese mysteriösen Ereignisse von ihr verursacht worden sind. Sie denkt neu über die Beziehung zu ihrer Mutter nach, die alles Körperliche und Sexuelle als grässliche Sünde darstellt und über Jahre verhindert hat, dass Carrie wie ein normales Mädchen aufwachsen konnte. Nachdem ihre Mutter sie vorher häufig hart bestraft hat, gelingt es Carrie, die sich nun ihrer Macht bewusst wird, den Einfluss ihrer Mutter zurückzudrängen.
Mit Hilfe der Sportlehrerin Rita Desjardin legt Carrie allmählich ihre Ängste ab und wird daraufhin sogar von einem Jungen zum Frühlingsball der Schule eingeladen. Für den Ball näht sie sich, gegen den erbitterten Widerstand der Mutter, ein schönes Kleid. Ihre Mutter schmiedet unterdessen einen Mordplan gegen ihre Tochter, weil sie darin die einzige Möglichkeit sieht, Carrie „vom Satan reinzuwaschen“. Zur gleichen Zeit besorgen sich andere Schüler zwei Eimer Schweineblut, mit dem sie Carrie beim Frühlingsball übergießen wollen. Carrie und ihr Begleiter Tommy werden zu „König und Königin“ des Balls gewählt. Als sie auf der Bühne stehen, schüttet Carries Mitschülerin Chris mithilfe eines Zugseils die heimlich unter der Decke befestigten Eimer mit dem Schweineblut über Carrie und Tommy aus. Einer der Eimer fällt Tommy auf den Kopf und tötet ihn, was zunächst nicht klar ist. Als alle Anwesenden, inklusive die Aufsichtspersonen, über den „Streich“ lachen, fühlt sich Carrie von allen hintergangen und rächt sich mit ihren telekinetischen Fähigkeiten. Zunächst schließt sie alle Türen, sodass niemand entkommen kann, setzt dann die Sprinkleranlage in Betrieb und löst damit tödliche Stromschläge aus. Schließlich eskaliert ihre Zerstörungswut, und die Schule geht in Flammen auf. Am Ende können nur zwölf Personen gerettet werden.
Auf dem Weg nach Hause richtet Carrie weitere Verwüstungen an, bei denen weitere Menschen zu Tode kommen. Das Zentrum der Stadt wird zerstört. Beim anschließenden Gebet in der Kirche beschließt Carrie, ihre Mutter umzubringen, weil sie nun weiß, dass ihre Mutter sie töten will. Zu Hause angekommen, verwickelt ihre Mutter Carrie in ein Gespräch und sticht ihr daraufhin ein Küchenmesser in die Schulter. Die schwer verletzte Carrie bringt durch ihre telekinetischen Kräfte das Herz ihrer Mutter zum Stillstand. Anschließend rächt sie sich an Chris und deren Freund Billy, die das Schweineblut unter der Decke des Ballsaales angebracht hatten, als sie sie zufällig entdecken und sie versuchen stattdessen umzubringen. Susan, eine der wenigen Mitschülerinnen, die Mitleid und keinen Groll gegenüber Carrie empfanden, findet die im Sterben liegende Carrie, die kurz darauf stirbt.
Wegen der Vorkommnisse, bei denen 440 Menschen gestorben sind, wird der Ort weltberühmt, während viele Bewohner wegen dieser Ereignisse aus Chamberlain wegziehen. Die Stadt stirbt deswegen langsam aus und verwandelt sich so zusehends in eine Touristenattraktion für Leute, die den Ort wegen der geschehenen, schauerlichen Begebenheiten sehen wollen.

## Hintergrund

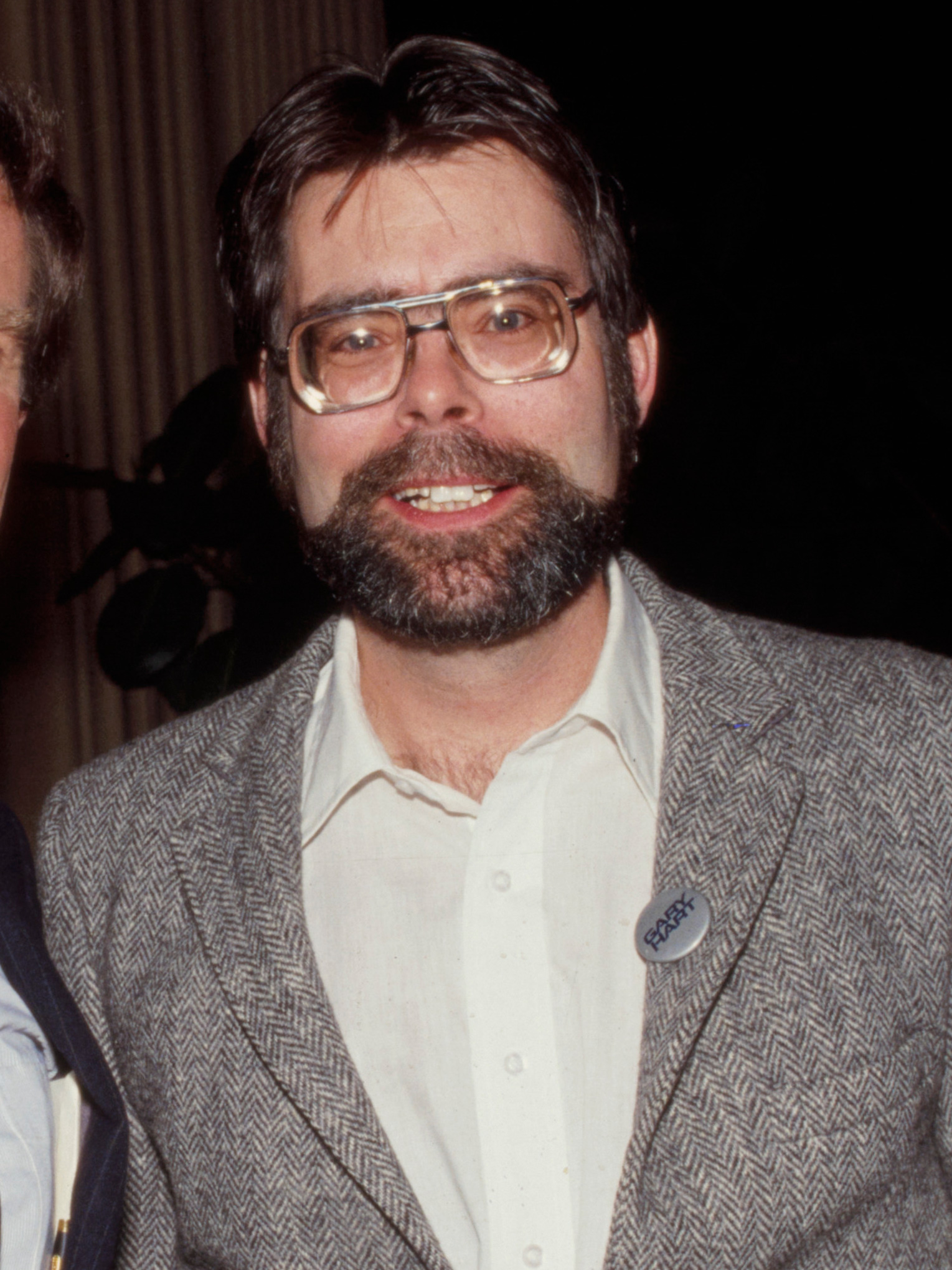
Stephen King, 1984

Der Roman entstand in einer Zeit, in der King noch in einem Wohnwagen lebte. Er schrieb die Geschichte auf einer Olivetti-Reiseschreibmaschine seiner Frau Tabitha. Auf derselben Schreibmaschine wurde auch der Roman Brennen muss Salem getippt.
Später sagte King, dass er sich herausgefordert gefühlt habe, als ihm eine Frau entgegengehalten habe, er könne nur über „Macho-Dinge“, nicht aber über Frauen schreiben.

Seine Ursprungsidee war, eine Geschichte über einen Vorfall in einem Mädchenduschraum und einem Mädchen mit telekinetischen Kräften zu schreiben.

Er sah die Szene vor sich, in der die anderen Mädchen eine tragische Heldin mit Damenbinden bewerfen, als sie überraschenderweise ihre Periode bekommt. Die Menstruation, die weibliche (übernatürliche) Hormone freisetzt und Zerstörung auf die Peinigerinnen herabregnen lässt.
Ursprünglich war Carrie als Kurzgeschichte für das Magazin Cavalier konzipiert. Zuerst war King mit der Geschichte unzufrieden und beförderte sie schon nach den ersten fünf Seiten in den Müll. Laut King habe seine Frau Tabitha die weggeworfenen Seiten wieder aus dem Müll gefischt, ihn zum Weiterschreiben animiert und bei der Herangehensweise an die weibliche Perspektive unterstützt. Gemäß eigener Aussage von Stephen King, wäre er hartnäckig geblieben, weil er zu dem Zeitpunkt keine bessere Ideen hatte und (in der Geschichte) „die größte Verliererin der Welt“ beschrieben habe.
In seinem Buch Danse Macabre stellt Stephen King fest, dass einer der Subtexte in Carrie der Feminismus sei:

King beschreibt in Danse Macabre, dass De Palmas Herangehensweise an das Material leichter und geschickter war, als sein Eigenes. Es habe sich herausgestellt, dass die High School ein Ort von fast bodenlosem Konservatismus und Bigotterie ist. Jugendliche, die sie besuchen, dürften nicht mehr über ihre gesellschaftliche Stellung hinaus Karriere machen. Doch das Buch habe seiner Meinung nach noch etwas mehr Subtext – zumindest hoffe er das. Wenn sich Die Frauen von Stepford damit beschäftigten, was Männer von Frauen wollten, dann ginge es bei Carrie hauptsächlich darum, wie Frauen ihre eigenen Machtkanäle finden könnten und was Männer an Frauen und der Sexualität von Frauen fürchten würden. Beim Schreiben des Buches im Jahr 1973 wäre ihm bewusst geworden, was die Frauenbefreiung für ihn und andere Männer bedeute. Das Buch sei in seinen erwachseneren Implikationen ein unbehagliches männliches Zurückweichen vor einer Zukunft der weiblichen Gleichberechtigung. Für ihn sei Carrie White ein trauriger missbrauchter Teenager, ein Beispiel für die Art von Person, deren Geist häufig für immer in dieser Grube von „Männer- und Frauenfressern“ einer normalen Vorstadt-Highschool, gebrochen würde. Aber sie sei auch eine Frau, die zum ersten Mal ihre eigenen Kräfte spüre und – wie Samson – am Ende den Tempel niederreißen würde. Es sei „starker, schwülstiger Tobak“ – aber im Roman sei es nur da, wenn man ihn (den „Tobak“) auch wolle.
Laut King basiert der Charakter der Carrie White auf einer Mischung aus zwei Mädchen, die Stephen King während des Besuchs der Grundschule und der High School beobachten konnte. An ein Detail aus dieser Zeit konnte sich King besonders erinnern: Er dachte dabei an ein äußerst eigenartiges Mädchen, das aus einer sehr eigentümlichen Familie gestammt habe. Ihre Mutter sei keine religiöse Spinnerin wie Carries Mutter, sondern eine „Spielverrückte“ gewesen, süchtig nach Gewinnspielen. Ihre Tochter habe das ganze Schuljahr über nur einen Satz Kleidung zum Wechseln gehabt und wäre von allen anderen Kinder gehänselt worden. Er habe sich sehr gut an den Tag erinnert, an dem sie mit einem neuen Outfit, welches sie sich selbst gekauft habe, zur Schule kam. Sie sei ein schlicht aussehendes Mädchen vom Lande gewesen und habe eines Tages ihren schwarzen Rock und die weiße Bluse gegen eine bunt karierte Bluse mit Puffärmeln und einem damals modischen Rock ausgetauscht. Und alle hätten sich noch schlimmer über sie lustig gemacht, weil niemand gewollt hätte, dass sie ihre ursprüngliche Form ändere. King sagte, er habe sich gefragt, wie es wohl gewesen wäre, bei einer solchen Mutter aufwachsen zu müssen und machte aus dieser Geschichte eine Umkehrung des Aschenputtel-Märchens. Laut King heiratete das Mädchen später einen Mann, der so seltsam war wie sie, bekam Kinder und brachte sich schließlich um.
Carries Telekinese resultierte aus Kings früherer Lektüre zu diesem Thema. King erinnert sich dazu wie folgt: „Carrie wurde nach ‚Rosemarys Baby‘ geschrieben, aber vor Der Exorzist, welcher dieses Feld wirklich eröffnete. Ich habe nicht viel von Carrie erwartet. Ich dachte mir: »Wer möchte schon ein Buch über ein armes kleines Mädchen mit Menstruationsbeschwerden lesen?« Ich konnte einfach nicht glauben, dass ich es geschrieben habe.“

Am Anfang war King angesichts seines Romans nicht besonders zuversichtlich, da er einerseits Carries Frauenprobleme (als Mann) nicht nachvollziehen konnte und andererseits an der Bedeutung des Romans zweifelte. Erst mit Unterstützung seiner Frau Tabitha, die damals in einem Donut-Laden beschäftigt war, beschloss er, mit seiner schriftstellerischen Arbeit fortzufahren. King strukturierte seinen Roman in der Art, dass er mehrere Erzähler einbrachte, wobei drei dieser Erzähler die Warnung des Romans vor Beschränkungen des Verstandes sowie des Missbrauchs als Folge der Vernunft verstärken.
Zum Zeitpunkt der Veröffentlichung arbeitete King als Englischlehrer an der Highschool Hampden Academy und hatte größere finanzielle Probleme. Um Kosten zu sparen, ließ King das Telefon aus seinem Haus entfernen. Somit war sein Telefon außer Betrieb, als King die Nachricht erhielt, dass sein Buch zur Veröffentlichung ausgewählt wurde. Doubleday-Redakteur William Thompson, der später ein enger Freund Kings werden sollte, schickte Ende März oder Anfang April 1973 ein Telegramm an Kings Haus mit dem Wortlaut: „Carrie officially a Doubleday Book. USD 2,500,- Vorschuss.“ Laut King kaufte er mit dem Geld aus dem Vorschuss einen neuen Ford Pinto. Am Muttertag, dem 13. Mai 1973, nur einen Monat später, kaufte die New American Library für 400,000 Dollar die Taschenbuchrechte, die laut Kings Vertrag mit Doubleday aufgeteilt wurden. King trat schließlich von seiner Lehrtätigkeit zurück, nachdem er die Vergütung für die Veröffentlichung von Carrie erhalten hatte. Von der gebundenen Ausgabe wurden nur 13,000 Exemplare verkauft. Das ein Jahr später erschienene Taschenbuch verkaufte sich jedoch im ersten Jahr über eine Million Mal.

## Rezensionen
Das ursprünglich 98 Seiten und in seiner überarbeiteten Version ca. 300 Seiten enthaltende Frühwerk kann nach Meinung von Marion Weber in seiner Qualität noch nicht mit Romanen wie Brennen muss Salem oder Es mithalten.
Stephen King bedient sich des Bildes des „Loser-Teenagers“. Es geht um die Tochter Carrie, die „in Sünde gezeugt“ wurde und in aller Brutalität durch ihre eigene Mutter dafür büßen muss. Carrie wird zu einer äußerst scheuen und zurückhaltenden Person, die in ihrer Entwicklung schwer gehemmt ist und nicht normal wie andere Mädchen aufwachsen darf. Ihr sind ganz natürliche Vorgänge wie die „Frauwerdung“ völlig fremd, da alles was auch nur annähernd mit Sexualität zu tun hat, von der Mutter auf eine wahnhafte Art und Weise verteufelt und bestraft wird.
In der kranken Welt der Margret White, in der der strafende Gott des Alten Testamentes die größte Rolle spielt und in der alle nicht bibelstrengen Frauen Huren seien, ist es der Fluch des Blutes, der mit aller Gewalt ausgebrannt, wenn nötig sogar ausgemerzt werden muss.
Mit diesem Unwissen ist Carrie der Grausamkeit ihrer Mitschülerinnen ausgesetzt, die sie auf übelste Art und Weise diskriminieren. Bei Carrie geht es vor allem um den Horror des Alltages, der verlogenen Welt der sauberen Vorstadtsiedlungen und der archaischen Ängste (einer Frau).
Die Figuren und ihre Gefühle wie Wut, Hass und Mitleid werden von King sehr präzise in Szene gesetzt, so dass es dem Leser leicht fällt, eine emotionale Bindung zu ihnen herzustellen. Die Figuren bleiben nachvollziehbar und damit nachfühlbar. Stephen Kings Spannung basiert auf Erfahrungen, die viele in ähnlicher Form bereits selbst erlebt haben.

## Verfilmungen
- 1976 entstand unter der Regie von Brian De Palma mit Carrie – Des Satans jüngste Tochter die erste Verfilmung des Romans, die unter Kritikern als die beste Verfilmung gilt. In dem Film spielten u. a. Sissy Spacek und John Travolta mit.
- 1999 wurde eine Fortsetzung des Films, Carrie 2 – Die Rache, gedreht.[8]
- 2002 entstand eine Neuverfilmung, die sich zwar über weite Strecken näher an der Vorlage hielt, jedoch ein völlig anderes Ende hatte. Der Fernsehfilm war eine Pilotsendung zu einer möglichen Serie, die aber wegen schlechter Quoten nicht realisiert wurde.[9]
- 2013 drehte Kim Peirce mit Carrie eine weitere Neuverfilmung des Romans. Die Rolle der Carrie spielt hier Chloë Grace Moretz, die Mutter wird von Julianne Moore dargestellt.[10]

## Musical
1988 entstand eine Musicaladaption unter dem Titel Carrie: The Musical mit einem Libretto von Lawrence D. Cohen, Liedtexten von Dean Pitchford und Musik von Michael Gore. Friedrich Kurz produzierte gemeinsam mit der Royal Shakespeare Company einen ersten Tryout, der vier Wochen in Stratford-upon-Avon gezeigt wurde und am 13. Februar 1988 dort Premiere feierte. Die Produktion hatte große technische Probleme und mehrfach wurde während der vier Wochen Spielzeit das Buch geändert. Mehrmals kam es zu schweren Unfällen, so wurde die Hauptdarstellerin Barbara Cook während der Premiere beinahe durch ein Teil des Bühnenbilds enthauptet und kündigte daraufhin.
Am 28. April 1988 begannen Previews einer erneut überarbeiteten Fassung in New York im Virginia Theatre. Die Premiere fand am 12. Mai statt und bereits am 15. Mai, nach nur 16 Previews und 5 Vorstellungen, schloss die Produktion, nachdem Investoren trotz guter Verkaufszahlen ihre Gelder zurückzogen. Laut New York Times war die mehr als 7 Millionen Dollar teure Produktion teuerste „quick flop“ in der Geschichte des Broadways.
Anschließend gab es nur drei nicht genehmigte Amateuraufführungen des Stücks 1999 in New York, 2001 in Dänemark und 2008 in Schottland.
Am 20. November 2009 fand in New York ein Reading einer stark überarbeiteten Version des Musicals statt. Diese wurde 2012 im Off-Broadway-Theater MCC erstmals aufgeführt. Die neue Produktion begann mit Previews am 31. Januar, feierte Premiere am 1. März und schloss wie geplant am 8. April nach 34 Previews und 46 Vorstellungen. Diese neue Version wurde erstmals offiziell für die Aufführung durch andere Theater verfügbar gemacht.

## Verknüpfungen zu anderen Werken und zur Realität
- Carries Mutter arbeitet in der Blue Ribbon Wäscherei, wo auch Barton Dawes aus dem Roman Sprengstoff arbeitet und wo in der Kurzgeschichte 'Der Wäschemangler' ebendieser Amok läuft (siehe Nachtschicht).
- Carries Geburtstag ist der 21. September – wie auch der von Stephen King. Der 21. September kommt auch in anderen Romanen vor, etwa in Sie: Annie Wilkes tötete am 21. September vermutlich ihre Patientin Laura Rothberg.
- Carrie hat ein reales Vorbild. Als Kind lebte King in Durham, Maine und besuchte die Schule im benachbarten Lisbon Falls. Ausgerechnet ein umfunktionierter Leichenwagen brachte ihn und andere Kinder dorthin – und eine der Mitfahrerinnen war ein seltsames Mädchen, neben dem niemand gerne saß: Carrie. Wie King berichtet, nahm sie sich im Erwachsenenalter das Leben.
- Bei den Verwüstungen, die Carrie anrichtet, entstehen einige Brände. Unter anderem fliegt eine Citgo-Tankstelle in die Luft. Im Roman Glas gibt es einen Ort namens Citgo, an dem Erdöl gefördert wird. Weiterhin lautet der Name eines Tankwarts Teddy Duchamp; einer der Jungen aus Die Leiche heißt ebenfalls so.

## Wissenswertes
Carrie ist Kings sechster Roman, allerdings der erste veröffentlichte. Zuvor schrieb er das unveröffentlichte Buch The Aftermath, Todesmarsch, das unveröffentlichte Sword in the Darkness, Amok und Menschenjagd. Drei davon wurden unter dem Pseudonym Richard Bachman veröffentlicht. Für den Vornamen Carrie seiner Roman-Hauptfigur ließ sich Schriftsteller Stephen King von der Inschrift eines Grabsteins auf einem Friedhof inspirieren. Ebenso entlehnte King den Namen Georgie, dem kleinen Jungen mit Papierboot, der von dem bösen Clown Pennywise in Es in die Kanalisation gezogen wird, dem Grabstein eines Friedhofs.

## Hörbuch
- 2012: Carrie (Hörbuch, gelesen von Franziska Pigulla), Lübbe Audio, ISBN 978-3-7857-4605-9